# Stanislas Kaburungu
Stanislas Kaburungu (ur. 7 października 1935 w Gisanze) – burundyjski duchowny rzymskokatolicki, w latach 1969-2002 biskup Ngozi.

## Życiorys
Święcenia kapłańskie przyjął 3 września 1961. 5 września 1968 został prekonizowany biskupem Ngozi. Sakrę biskupią otrzymał 25 stycznia 1969. 14 grudnia 2002 zrezygnował z urzędu.